# Землетрясение в Чечне (2008)

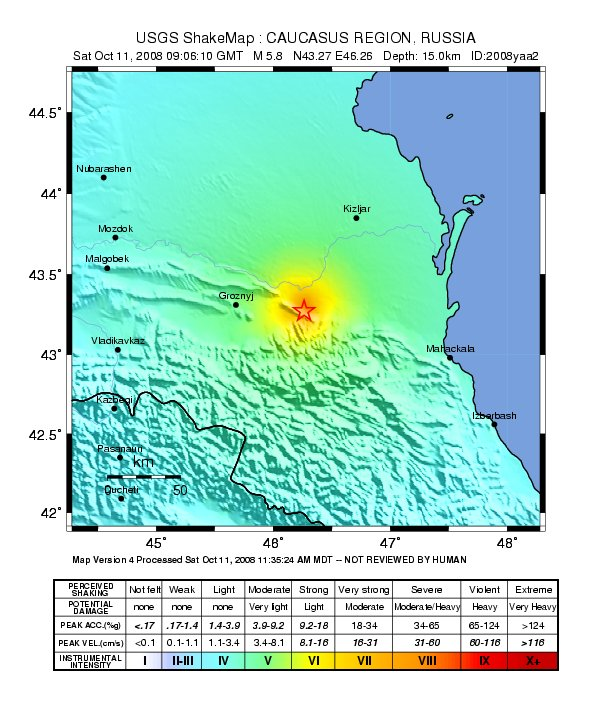
Расположение эпицентра и интенсивность толчков 11 октября 2008 года (Снимок USGS)

Землетрясение в Чечне 2008 года — землетрясение магнитудой 5,8 по шкале Рихтера. Произошло 11 октября 2008 года, в 09:06:10 UTC, эпицентр землетрясения находился в Чечне, к востоку от города Грозный в точке с координатами 43°17′17″ с. ш. 46°17′53″ в. д.. Толчки продолжались около 40 секунд. Примерно через 16 минут, последовал повторный толчок силой 5,3.
Погибло не меньше 13, пострадало свыше 116 человек. Так как очаг находился на глубине более 30 км, землетрясение являлось глубокофокусным, поэтому толчки ощущались на обширной территории: в Дагестане, Ингушетии, Северной Осетии, Калмыкии, Ставрополье, Армении, Грузии.